# جمال الشرعبي
جمال أحمد الشرعبي (1976 - 18 مارس 2011) كان مصور صحفي يمني لصحيفة المصدر الأسبوعية المستقلة في صنعاء عاصمة اليمن.
وكان جمال الشرعبي أول صحفي في اليمن يقتل أثناء تغطية ثورة الشباب اليمنية التي كانت جزءا من الربيع العربي. كان أحد خمسين شخصا قتلوا على أيدي قوات الأمن اليمنية وإصابة 600 آخرين خلال مظاهرة ضد الرئيس علي عبد الله صالح الذي عقد في 18 مارس 2011.

## الحياة الشخصية
كان جمال الشرعبي يبلغ من العمر خمسة وثلاثين سنة عند وفاته وكان والد لأربعة أطفال.

## المسيرة المهنية
كان جمال الشرعبي يعمل كمصور لصحيفة المصدر الأسبوعية المستقلة.

## الوفاة
قتل جمال أحمد الشرعبي عندما أطلقت السلطات على المحتجين في صنعاء في ساحة التغيير في العاصمة اليمنية بينما كان يعد تقريرا عن ما يحصل. قتل العديد من الأشخاص بإطلاق الرصاص في الرقبة والرأس وتركت الجثث في الشوارع.

### الأحداث التي أدت إلى وفاته
توفي ما لا يقل عن 45 متظاهر مناهضين للحكومة وإصابة أكثر من 200 كما فتح مسلحون مجهولون النار عليهم في صنعاء. جمال الشرعبي ذو الخمسة وثلاثين سنة المصور الصحفي اليمني قتل في الهجوم بمناسبة وفاة أول صحفي في احتجاجات.
ذكرت تقارير أنه شوهدت أيضا نيران قناصة. أفيد بأن المهاجمين كانوا مسلحين موالين للحكومة على الرغم من أن صالح قال أن قوات الأمن التابعة له لم تطلق النار وكانت حتى ذلك الوقت منزوعة السلاح. هناك أيضا تقارير تفيد بأن بعض المتظاهرين الذين أصيبوا في الهجوم نقلوا بعيدا في عربات الأمن الوطني إلى سجن محلي لتلقي العلاج بدلاً من الذهاب إلى مستشفى عادي مما أثار مخاوف من أن المصابين سيتعرضون للمزيد من المضايقات. أيضا خرج عشرات الآلاف من الناس إلى الشوارع في مدن أخرى في جميع أنحاء البلاد.
أعلن صالح حالة الطوارئ في جميع أنحاء البلاد في حين اتهمت وسائل الإعلام الحكومية أن أعمال العنف كانت نتيجة اشتباكات بين المواطنين. أدان المنتدى المشترك وهو تحالف من أحزاب المعارضة بقيادة علي محمد صبري إطلاق النار.
ذكرت صحيفة واشنطن بوست أن الرئيس الأمريكي باراك أوباما ووزيرة الخارجية هيلاري كلينتون والرئيس الفرنسي نيكولا ساركوزي قد أدانوا الهجوم.

## التأثير
أعربت إيرينا بوكوفا، المديرة العامة لليونسكو استنكارا كبيرا لوفاة جمال أحمد الشرعبي خلال الهجوم الذي قتل وجرح العشرات من المدنيين العزل في 18 مارس 2011. كان جمال أحمد الشرعبي من بين أول من أطلقوا النار عليهم في العاصمة أثناء تغطيته لحشد من المحتجين. قالت إيرينا بوكوفا: (إن مقتل جمال أحمد الشرعبي هو هجوم ضد حق من حقوق الإنسان الأساسية للشعب اليمني في حرية التعبير). وتابعت حديثها قائلة: (إنه من واجب السلطات حماية الصحفيين عند القيام بواجباتهم المهنية في أسلم الظروف الممكنة). في السنة التالية للهجوم هاجم الرئيس السابق لليمن علي عبد الله صالح وهدد باعتقال رئيس مجلس الوزراء محمد باسندوة بسبب خلافاتهم في الكيفية التي ينبغي فيها التعامل مع الثورة. نتيجة لذلك استمر زيادة التوتر بين النظامين اليمنيين الجديد والسابق.

## ردود الفعل
كرد فعل على عنف الحكومة يوم الجمعة ضد المتظاهرين أعلن في اليمن حالة الطوارئ.
قالت هيلاري كلينتون وزيرة الخارجية الأمريكية أن الشعب اليمني يستحق أن يتظاهر سلميا، التجمع بحرية، والتعبير عن أنفسهم دون خوف من التعرض للأذى. أعرب رئيس الولايات المتحدة باراك أوباما عن أسفه لعدم الاستقرار في اليمن ويذكر أن هناك حاجة إلى إجراء تحقيق دولي.
حتى في الماضي حثت آن كوبر المديرة التنفيذية للجنة حماية الصحفيين الحكومة اليمنية إلى إدانة جميع أنواع الهجمات الوحشية ضد وسائل الإعلام علنا. وقالت انها تعتقد أنه من المهم للغاية تطبيق القانون في مثل هذه الأحداث من أجل أن يكون هناك المزيد من المساءلة أمام القانون.